# Bir Ould Khelifa
Bir Ould Khelifa (em árabe: بٔير أوالد خليفة) é uma cidade localizada na província de Aïn Defla, no norte da Argélia. Sua população era de 12 846 habitantes, em 2008.